# Paleoindijanci
Paleoindijanci, Paleo-indijanci ili Paleoamerikanci bili su prvi ljudi koji su kročili, i naknadno nastanili, Amerike tokom finalnih ledničkih epizoda kasnog pleistocenskog perioda. Prefiks „paleo” dolazi od grčkog prideva palaios (παλαιός), sa značenjem „staro” ili „drevno”. Izraz „Paleoindijanci” odnosi se posebno na litijski period u zapadnoj hemisferi i razlikuje se od termina „paleolitički”.
Tradicionalne teorije sugerišu da su lovci na velike životinje prešli Beringski tesnac iz severne Azije u Ameriku preko kopneno-ledenog mosta (Beringija). Ovaj most je postojao od 45.000 do 12.000 pne (pre 47.000–14.000 godina). Male izolovane grupe lovaca-sakupljača migrirale su zajedno sa stadima velikih biljojeda daleko na Aljasku. Od oko 16.500 - 13.500 pne (pre oko 18.500 - 15.500 godina), koridori bez leda su se razvili duž obale Pacifika i dolina Severne Amerike. To je dozvolilo životinjama, koje su sledili ljudi, da migriraju južno u unutrašnjost kontinenta. Ljudi su išli peške ili su koristili primitivne čamce duž obale. Tačni datumi i rute naseljavanja Novog sveta i dalje su predmet tekuće rasprave.
Kameni alati, posebno vrhovi projektila i strugači, primarni su dokaz najranije ljudske aktivnosti u Americi. Arheolozi i antropolozi koriste preživele obrađene litijske alate za klasifikaciju kulturnih razdoblja. Naučni dokazi vezuju autohtone Amerikance sa stanovništvom istočnog Sibira. Autohtoni narodi Amerike su povezani sa sibirskom populacijom jezičkim faktorima, raspodelom krvnih grupa i genetskom kompozicijom, na šta ukazuju molekularni podaci, kao što je DNK. Postoje dokazi za najmanje dve odvojene migracije. Od 8.000 do 7.000 godina pne (pre 10.000–9.000 godina) klima se stabilizovala. Tto je dovelo do porasta broja stanovnika i napretka litičke tehnologije, što je rezultiralo sedentarnim načinom života.

## Migracija u Amerike
Specifičnosti paleoindijske migracije do i kroz Amerike, uključujući tačne datume i rute kojima su putovali, predmet su stalnog istraživanja i diskusije. Tradicionalna teorija je da su se ti rani migranti preselili u Beringiju između istočnog Sibira i današnje Aljaske pre 17.000 godina, kada su nivoi mora bili znatno niži zbog kvartarske glacijacije. Za ove ljude se veruje da su pratili stada sada već izumrle pleistocenske megafaune duž bezlednih koridora koji su se protezali između ledenih ploča Lavrentide i Kordiljera. Druga predložena ruta je da su bilo peške ili pomoću primitivnih čamaca, oni migrirali niz pacifičku obalu do Južne Amerike. Dokazi o ovome bi od tada bili pokriveni porastom nivoa mora za više stotina metara nakon poslednjeg ledenog doba.
Arheolozi tvrde da su Paleoindijanci migrirali iz Beringije (zapadna Aljaska), u rasponu od pre oko 40.000 - 16.500 godina. Ovaj vremenski raspon je predmet znatne debate. Neke od malobrojnih tački saglasnosti koje su ostvarene do saga su da oni potiču iz Centralne Azije, sa široko rasprostranjenim habitacijom Amerike krajem poslednjeg glacijalnog perioda, ili specifičnije onim što je poznato kao kasni ledeni maksimum, oko 16.000–13.000 godina pre današnjice. Međutim, postoje alternativne teorije o poreklu paleoindijaca, uključujući migraciju iz Evrope.

## Literatura
- Jablonski, Nina G (2002). The First Americans: The Pleistocene Colonization of the New World. California Academy of Sciences. ISBN 978-0-940228-49-8.
- Peter Charles Hoffer (2006). The Brave New World: A History of Early America. JHU Press. ISBN 978-0-8018-8483-2.
- Meltzer, David J (2009). First peoples in a new world: colonizing ice age America. University of California, Berkeley. ISBN 978-0-520-25052-9.
- Bradley, B.; Stanford, D. (2004). „The North Atlantic ice-edge corridor: a possible Palaeolithic route to the New World”. World Archaeology. 36 (4): 459—478. CiteSeerX 10.1.1.694.6801 . doi:10.1080/0043824042000303656.
- Bradley, B.; Stanford, D. (2006). „The Solutrean-Clovis connection: reply to Straus, Meltzer and Goebel”. World Archaeology. 38 (4): 704—714. JSTOR 40024066. doi:10.1080/00438240601022001.
- Dennis J. Stanford, Bruce Bradely, Pre-Clovis First Americans: The Origin of America's Clovis Culture (University of California Press). 2012.  978-0-520-22783-5.
- Dennis J. Stanford, Bruce A. Bradley, Across Atlantic Ice: The Origin of America's Clovis Culture (University of California Press. 2012.  978-0-520-22783-5.
- Dixon, E. James. Quest for the Origins of the First Americans. University of New Mexico Press. 1993.
- Dixon, E. James. Bones, Boats, and Bison: the Early Archeology of Western North America. University of New Mexico Press. 1993, 1999??
- Erlandson, Jon M. Early Hunter-Gatherers of the California Coast. Plenum Press. 1994.
- Erlandson, Jon M (2001). „The Archaeology of Aquatic Adaptations: Paradigms for a New Millennium”. Journal of Archaeological Research. 9 (4): 287—350. doi:10.1023/a:1013062712695.
- Erlandson, Jon M. Anatomically Modern Humans, Maritime Migrations, and the Peopling of the New World. In The First Americans: The Pleistocene Colonization of the New World, edited by N. Jablonski, 2002. pp. 59–92. Memoirs of the California Academy of Sciences. San Francisco.
- Erlandson, Jon. M.; Graham, M. H.; Bourque, Bruce J.; Corbett, Debra; Estes, James A.; Steneck, R. S. (2007). „The Kelp Highway Hypothesis: Marine Ecology, The Coastal Migration Theory, and the Peopling of the Americas”. Journal of Island and Coastal Archaeology. 2 (2): 161—174. doi:10.1080/15564890701628612.
- Eshleman, Jason A.; Malhi, Ripan S.; Glenn Smith, David (2003). „Mitochondrial DNA Studies of Native Americans: Conceptions and Misconceptions of the Population Prehistory of the Americas”. Evolutionary Anthropology. 12: 7—18. doi:10.1002/evan.10048.
- Fedje; Christensen (1999). „Modeling Paleoshorelines and Locating Early Holocene Coastal Sites in Haida Gwaii”. American Antiquity. 64 (4): 635—652. JSTOR 2694209. doi:10.2307/2694209.
- Greenman, E. F. (1963). „The Upper Palaeolithic and the New World”. Current Anthropology. 4: 41—66. doi:10.1086/200337.
- Hey, Jody (2005). „On the Number of New World Founders: A Population Genetic Portrait of the Peopling of the Americas”. PLOS Biology. 3 (6): e193. PMC 1131883 . PMID 15898833. doi:10.1371/journal.pbio.0030193.
- Jones, Peter N. Respect for the Ancestors: American Indian Cultural Affiliation in the American West. Boulder, Colorado: Bauu Press. 2004, 2005.
- Korotayev, Andrey et al. Which genes and myths did the different waves of the peopling of Americas bring to the New World?. History and Mathematics 6 (2017): 9–77.
- Lauber, Patricia. Who Came First? New Clues to Prehistoric Americans. Washington, D.C.: National Geographic Society, 2003.
- Matson and Coupland. The Prehistory of the Northwest Coast. Academic Press. New York. 1995.
- Snow, Dean R. "The First Americans and the Differentiation of Hunter-Gatherer Cultures." In Bruce G. Trigger and Wilcomb *E. Washburn, eds., The Cambridge History of the Native Peoples of the Americas, Volume I: North America (Cambridge: Cambridge University Press, 1996), 125–199.
- Wells, Spencer (2002). The Journey of Man: A Genetic Odyssey. Princeton University Press. ISBN 978-0-691-11532-0.